# Memorial de Verdun
O Memorial de Verdun é um memorial militar que comemora a vitória francesa na Batalha de Verdun durante a Primeira Guerra Mundial. Está localizado no département de Mosa (Meusse em francês), no nordeste da França.
O museu foi financiado por Maurice Genevoix e construído durante a década de 60, inaugurando em 17 de Setembro de 1967. Tanto franceses quanto alemães que perderam suas vidas durante o confronto são relembrados, além das vítimas civis.